# Travunijana tribunicae
Travunijana tribunicae – gatunek ślimaków z rzędu Littorinimorpha i rodziny źródlarkowatych.
Gatunek ten opisany został po raz pierwszy w 1963 roku przez Hartwiga Schütta pod nazwą Plagigeyeria tribunicae. Jako miejsce typowe wskazano źródła rzeki Trebišnjicy w Bilećy. W 2020 roku gatunek ten przeniesiony został do rodzaju Travunijana przez Jozefa Grego.
Ślimak ten osiąga od 1,9 do 2,7 mm wysokości dyskowato wypłaszczonej muszli. Skrętka jest zmienna, od całkiem płaskiej po szeroko stożkowato wyniesioną. Rzeźba powierzchni protokonchy ma postać regularnie rozmieszczonych, głębokich dołeczków. Kształt ujścia jest uchowaty. Warga wrzeciona jest lekko zafalowana, natomiast profil boczny wargowy jest prosty.
Mięczak ten zasiedla bentos źródeł. Należy do zdrapywaczy żerujących na peryfitonie.
Gatunek jest endemitem Bośni i Hercegowiny, znanym tylko z miejsca typowego. Miejsce to zostało jednak zatopione w wyniku budowy tamy Grančarevo i utworzenia sztucznego zbiornika o nazwie Bilećko jezero, co niewątpliwie doprowadziło do wymarcia tamtejszej populacji. Nie wiadomo, czy gatunek ten mógł przetrwać w innej, nieodkrytej lokalizacji. Czerwona księga gatunków zagrożonych Międzynarodowej Unii Ochrony Przyrody klasyfikuje go jako gatunek krytycznie zagrożony wymarciem (CR).